# Janaína - A Virgem Proibida
Janaína - A Virgem Proibida é um filme brasileiro de 1972 do gênero drama, escrito e dirigido por Olivier Perroy,, com trilha sonora de Egberto Gismonti.
O filme aborda questões sobre a religião e o candomblé.

## Sinopse
O cantor Ricky Ricardo vai para a Bahia e conhece o grande amor de sua vida: Janaína. Fascinado por sua beleza, inicia com a moça um romance sem limites. Porém, a jovem parece sempre ouvir um chamado irrecusável vindo do mar.

## Elenco
- Ronnie Von como Ricky Ricardo
- Marlene França como Maria Teresa / Janaína
- Raul Cortez como Rau
- Cyll Farney como Tony Morely
- Olivia Salles como Silvinha
- Cinira Arruda
- Mara Duval
- Stella Arens

### Participações especiais
- Luiz Lopes Correa
- Pai Benedito
- Badú
- Grupo Folclórico da Bahia